# Verea
Verea è un comune spagnolo di 1 395 abitanti situato nella comunità autonoma della Galizia.